# Ankylopteryx braueri
Ankylopteryx braueri är en insektsart som beskrevs av Banks 1937. Ankylopteryx braueri ingår i släktet Ankylopteryx och familjen guldögonsländor. Inga underarter finns listade i Catalogue of Life.